# برنار شينو
برنار شينو بالفرنسية (Bernard Chenot)، وُلد في 20 مايو 1909 في باريس وتوفي في 5 يونيو 1995 في نفس المدينة، كان مسؤولًا حكوميًا عليا وسياسيًا فرنسيًا. شغل منصب وزير العدل ونائب رئيس مجلس الدولة.

## السيرة الذاتية

### الشباب والدراسة
تسجّل برنار شينو في جامعة باريس، حيث حصل على شهادة الليسانس في القانون. ثم قُبل في المدرسة الحرة للعلوم السياسية، حيث أعدّ لاجتياز امتحانات الخدمة الإدارية.

### المسيرة المهنية
دخل برنار شينو في عام 1932 إلى مجلس الدولة كمدقق، وقاد العديد من المكاتب الوزارية، قبل أن يُعين كمندوب عام للسياحة (1938-1942). بعد الحرب، أصبح أمينًا عامًا لمناجم الفحم في الشمال (1945-1946)، ثم أمينًا عامًا للمجلس الاقتصادي في عام 1951. بالتوازي، عمل كأستاذ محاضر في معهد الدراسات السياسية في باريس.
بينما كان مفوضًا حكوميًا، كان برنار شينو سببًا في جدل مذهبي مع الأستاذ جان ريفيرو، حيث سخر في استنتاجاته في قضية "Gicquel" من "صانعي الأنظمة". وفي رد مشهور نُشر في "Recueil Dalloz"، قدم البروفيسور ريفيرو "الدفاع عن صانعي الأنظمة" من خلال دعم النظام الجامعي ومؤكدًا أن "الأنظمة ضرورية للقانون الإداري وأن منتقدي "الأنظمة" يقعون أنفسهم تحت الإدانة التي يوجهونها، ويظهرون كـ"صانعي أنظمة" بما أنهم علماء قانون رائعون، وأن كل عالم قانون هو صانع للأنظمة".
كان واحدًا من أوائل العلماء القانونيين الذين اهتموا بالقانون العام الاقتصادي.
تتجلى تنوع تجاربه في كتبه حول تاريخ الفلسفات السياسية أو تنظيم الدولة الاقتصادي، وفي مقالاته، حيث تم جمع العديد منها في "Réflexions sur la cité, 1975-1980"، بالإضافة إلى الخطب التي ألقاها في أكاديمية العلوم الأخلاقية والسياسية، حيث أصبح الأمين الدائم لها في عام 1978.
في 7 يوليو 1958، عيّنه الجنرال ديغول وزيرًا للصحة العامة (في حكومة شارل ديغول (3)) من 7 يوليو 1958 إلى 8 يناير 1959، وظل يشغل هذا المنصب في حكومة ميشيل ديبري من 8 يناير 1959 إلى 24 أغسطس 1961، ثم وزيرًا للعدل في نفس الحكومة من 24 أغسطس 1961 إلى 14 أبريل 1962.
عندما أصبح جورج بومبيدو رئيسًا للوزراء في عام 1962، خلف برنار شينو مكانه في المجلس الدستوري لمدة عامين (من 8 مايو 1962 إلى 11 سبتمبر 1964).
في عام 1964، عيين كرئيس لشركة الضمانات العامة، التي أصبحت تحت إشرافه شركة Assurances Générales de France (AGF)، حيث شغل منصب الرئيس من عام 1968 إلى 1970.
شارك في الانتخابات التشريعية في عام 1968 في الدائرة الانتخابية الأولى لـ Yonne، وخسر أمام جان بيير سواسون.